# 伴一彥
伴一彥（日语：／ Ban Kazuhiko，1954年8月3日—），日本男編劇。出身於福岡縣。

## 人物
伴一彥畢業於福岡縣立福岡高等學校、日本大學藝術學院電影學系腳本教科。大學時期師從石森史郎、佐治乾。1981年開始全面投入編劇工作。
2005年8月，編劇和培訓學校的老闆蒙受了550萬日元的損失，指控他的短篇小說《愛的呼喚》在未經許可的情況下被用作演員培訓學校的表演劇本。向東京地方法院提起訴訟，要求賠償和刊登道歉廣告。2006年3月30日，高橋承認侵犯版權，並透過支付50萬日元謝罪金並達成和解。
2012年2月28日，伴一彥在自己的Twitter上指出，同年4月在富士電視台開播的電視劇《家族之歌》的設定與他之前撰寫劇本的電視劇《爸爸是主播》非常相似，此事引發熱議。
2013年3月28日，第18任東京都知事豬瀨直樹在其2012年10月時任副知事的Twitter上，發佈了由豬瀨負責原作的漫畫《真相夜線》質疑「在日本電視台被愚蠢劇作家拍成看起來廉價的新聞報導主題戲劇」和「佐野真一因為橋下問題疑似抄襲」的推文，質疑伴一彥執筆的《新聞最前線》為抄襲《真相夜線》的盜作。於是，伴一彥向東京地方裁判所提起訴訟，要求豬瀨須付550萬日圓的名譽損害賠償。2014年3月26日，雙方最後以被告人（豬瀨）在Twitter發佈道歉啟事為條件，被告人僅需支付100萬日圓，在東京地方裁判所達成和解。
2022年3月21日，伴一彥作為嘉賓出席位於橫濱市關內音樂廳舉行的公開研討會第51屆名作《爸爸是主播》幕後花絮。談論從播出時起的逸事。
2024年1月29日，他作為嘉賓出現在日本編劇協會經營的YouTube頻道「編劇協會頻道」的特別節目《深夜秘密談話》中。影片探討了編劇與原作者之間的關係，以回應同日播出的日本電視台一部改編自漫畫的電視劇原作者的突然去世。伴一彥在X（前Twitter）帳戶上呼籲觀眾「我理解有些地方我表達得不夠好」。隨後，由於觀眾的強烈批評，協會刪除了該視頻，但伴一彥在自己的X帳戶上透露，這並非他本意的回應，他寫道「這是最糟糕的回應」。他也承認了對該影片的批評，並表示「如果根據大家的反應，你們認為解釋不夠充分，那就補充；如果有什麼需要反思的地方，那就反思一下，但如果刪除了原始影片…」。

## 參加作品

### 電視劇
- 偵探同盟（日语：探偵同盟）（1981年，富士電視台）[注 1]
- 我家的孩子們…（日语：うちの子にかぎって…） Part1（1984年，TBS）
  - 我家的孩子們… Part2（1984年）
- 隨機殺人事件（1985年，TBS）
- 知道太多事情的男人（1985年，TBS）
- 孩子看著（日语：子供が見てるでしょ!）（1985年，TBS）
  - 放學後（1986年，富士電視台）
- （1986年，富士電視台）
- 爸爸是主播（日语：パパはニュースキャスター）（1987年，TBS）
- 魔夏少女（日语：魔夏少女）（1987年，TBS）
- 天生一對（1987年，富士電視台）
- 世界上最長的吻（1987年，富士電視台）
- 爸爸真辛苦（日语：パパは年中苦労する）（1988年，TBS）
- 假裝結婚（1988年，讀賣電視台）
- 愛上你的眼睛！（日语：君の瞳に恋してる!）（1989年，富士電視台）
- 島田太郎氏的災難（1989年，NHK）
- 求愛姊妹花（日语：恋のパラダイス）（1990年，富士電視台）
- 結婚的理想與現實（日语：結婚の理想と現実）（1991年，富士電視台）
- 情人節那天發生了事情 「愛是直的」（1991年2月11日，TBS）[注 2]
- 愛與悲傷的呼叫等待（1991年，富士電視台）
- 戀愛的季節（1991年，富士電視台）
- 世界奇妙物語 第2系列（1991年，富士電視台）
  - 第1話「真夜中」
  - 第2話「鏡」
  - 第3話
- 孩子入睡後（日语：子供が寝たあとで）（1992年，日本電視台）
- 我愛爸爸的情人（日语：誰かが彼女を愛してる）（1992年，富士電視台）
- 昂首向前走（日语：上を向いて歩こう!）（1994年，富士電視台）
- 風流父子兵（日语：ママのベッドへいらっしゃい）（1994年，朝日電視台）
- 系列（1996年—1997年，關西電視台）
- 透明人間（1996年，日本電視台）
- 空姐刑事（日语：スチュワーデス刑事）系列（1997年—2006年，富士電視台）
- 網路情人（1998年，富士電視台）
- 雙子偵探（日语：双子探偵）（1999年，NHK）
- 流沙戀人啊（日语：砂の上の恋人たち）（1999年，關西電視台）
- 新聞最前線（日语：ストレートニュース (テレビドラマ)）（2000年，日本電視台）
- 墮落三人組VS雙子偵探 ～飛向光明的世界～（日语：ズッコケ三人組）（2001年，NHK）
- Let's Go！永田町（日语：レッツ・ゴー!永田町）（2001年，日本電視台）
- 愛無止境！（2001年，西日本電視台）
- 恐怖驚魂夜（2002年，TBS）
- 心理醫恭介（日语：サイコドクター）（2002年，日本電視台）
- 戀上京都（日语：恋する京都）（2004年，NHK）
- 美食偵探王（2006年，日本電視台）
- 美食偵探王2（2007年，日本電視台）
- 別開玩笑！（2007年，TBS）
- 超能少女七瀨（日语：七瀬ふたたび#「NHKドラマ8」版）（2008年，NHK）
- 隱蔽指令（日语：隠蔽指令）（2009年，WOWOW）
- 離婚症候群（日语：離婚シンドローム）（2010年，日本電視台）
- 流星（2010年，富士電視台）[注 3]
- 小汪刑事（2011年，日本電視台）
- HUNTER ～那些女子，賞金獵人～（2011年，關西電視台）
- 東京全力少女（2012年，日本電視台）
- 空姐刑事 ～紐約殺人事件～（日语：キャビンアテンダント刑事）（2014年，富士電視台）[注 4]
- 灰姑娘的約會（日语：シンデレラデート）（2014年，東海電視台）
- 檢察官霧島三郎（日语：検事霧島三郎）（2014年，TBS）
- 思念總在分手後（日语：別れたら好きな人 (2015年のテレビドラマ)）（2015年，東海電視台）
- 非媽媽白書（日语：ノンママ白書）（2016年，東海電視台）
- 胖子老師（電視版）（2016年，日本電視台）
- 電視劇特別企劃 忒彌斯之劍（日语：テミスの剣#テレビドラマ）（2017年，東京電視台）
- B面女子（日语：B面女子）（2020年，東海電視台）

### 網路電視劇
- 胖子老師（完整版）（2016年，Hulu）

### 電影
- （1981年）
- （1981年）
- （1981年）
- （1981年）
- 快樂溫泉鄉 女體風呂（1981年）
- （1982年）
- 白薔薇學園（1982年）
- 受驗慰安婦（1982年）
- （1983年）
- （1983年）
- （1983年）
- 性感保姆（1984年）
- 情敵黛博拉（日语：デボラがライバル#実写映画）（1997年）
- 歐者 NAGURIMONO（日语：殴者 NAGURIMONO）（2005年）
- 初雪之戀（日语：初雪の恋 ヴァージン・スノー）（2007年）
- 劇場版 JK忍者女孩（2017年）

### 舞台
- 舞台版 JK忍者女孩（2017年）

### 小說
- （1992年，出版：TIS，發行：WANI BOOKS（日语：ワニブックス））
- 愛的呼喚（1994年，扶桑社文庫）
- （1995年，偕成社（日语：偕成社））

## 過去的演出

### 研討會
- 公開研討會 第51屆名作幕後花絮《爸爸是主播（日语：パパはニュースキャスター）》—嘉賓（2022年3月21日，關內音樂廳（日语：横浜市市民文化会館関内ホール））[7][8][9]

## 腳註

## 相關項目
- Category:伴一彥劇本作品
- 石森史郎（日语：石森史郎）
- 野島伸司
- 八木康夫（日语：八木康夫）
- 田村正和

## 外部連結
- BAN IS FOR BAN （日語）—伴一彥的官方個人網站。
- 伴一彥的X（前Twitter） （日語）